# Lovci přízraků (animovaný seriál)
Lovci přízraků (Ghostforce) je francouzský animovaný televizní seriál CGI v 52 epizodách (+ 2 speciály po 22 a 44 minutách) po 11 minutách, který vytvořil a produkoval Jeremy Zag. Jedná se o produkci mezi Zag Animation, Method Animation, Disney Channel EMEA, Toei Animation, SAMG Animation a PGS Entertainment. Premiéru měl po celém světě od srpna 2021. A v Izrael měl seriál premiéru od 25. července 2021 na Disney Channel. Pořad je licencován společností Disney ve Spojených státech, kde se vysílá první řada na Disney XD, poté na Disney Channel o měsíc později.
Ve Francii se seriál začal vysílat od 28. srpna 2021 na Tfou.
V České republice měl premiéru 28. února 2022 na Disney Channel.
Druhá řada bude mít světovou premiéru je konci tohoto roku.
Vánoční speciál je v také v plánu.
Grump King je halloweenský speciál.
Série se skládá z jedné řady s 56 epizodami, skládající se z 52 11minutových epizod a 4 44minutových epizod, ktere budou spolu a živě hraným filmem.

## Děj
Andy, Liv a Mike jsou tři středoškoláci, kteří tajně vedou dvojí život mezi školním životem a lovci duchů a založí tým Ghost Force. Díky pomoci své mentorky slečny Jonesové, skvělé vědkyně a umělé inteligence jménem Glowboo (čti Gloububu), tito superhrdinové bojují s duchy v New Yorku. Duchové se živí strachem z místních obyvatel a tým superhrdinů se proměňují se ve Fury, Myst a Krush se silami nabitými energií duchů, aby je zastavili.

## Postavy
| Andy Baker / Fury    | jeho sestra je Liv Bakerová                                                                |
| Liv Bakerová / Myst  | její bratr je Andy Baker                                                                   |
| Mike Collins / Crush | jeho otec je velmi slavný basketbalista                                                    |
| Slečna Jonesová      | mentorka Andyho, Liv a Mika                                                                |
| Glowboo              | umělá inteligence, která občas pomáhá Ghostforce při záchraně New Yorku                    |
| Duchové              |                                                                                            |
| Bob                  | pomocník jednoho nepřítele Andyho                                                          |
| Charlie              | ona založila blog o Lovcích přizraků                                                       |
| Carla                | Andy je do ní zamilovaný                                                                   |
| Drake Miller         | jeho poskok je Bob a on nemá rád Andyho                                                    |
| Marlo                | chodí do třídy z Andym,Mikem a Liv                                                         |
| profesor Pascal      | on je učitelům Andyho, Mika a Liv                                                          |
| Stacy                | má docela dobrý vztah s Liv Bakerovou a její sestra je Jane                                |
| Jane                 | je sestra Stacy a nesnáší Liv Bakerovou                                                    |
| Rataj                | je nejchytřejší z celé třídy a chodí do třídy s Andym,Mikem a Liv                          |
| Mr.Vladovsky         | je ředitelem školy                                                                         |
| Asta                 | je pes profesora Pascala                                                                   |
| Roland               | je oblíbený zmrzlinar Andyho                                                               |
| Tim Callaghan        | je policista který se povišuje nad Lovce přízrakou                                         |
| Serge Lightman       | on je herec který hraje Solar-Mana                                                         |
| Jay Baker            | on je otec Liv a Andyho                                                                    |
| Alice Spancer        | ona je reportérka z televize                                                               |
| Nolan Kasenti        | je známý filantrop a generální ředitel celosvětového technologického impéria KassKorp Tech |

### Neco o hlavných postavách
Andy Baker: Andy je tak trochu chytrák, někdy nezodpovědný; přesto má dobré srdce: chrání své přátele a rodinu. Je výborným basketbalistou; v každém zápase proti Drakeovi vždy vyhraje. Když se vydá na lov duchů, stane se z něj Fury , duchovní superhrdina, který dokáže vytvořit lepkavá chapadla pomocí Flex Power. Vždy se může spolehnout na Dragoyla, napůl chrliče, napůl dračího ducha.
Liv Baker : Liv je vůdce Síly duchů a Andyho sestra. Od přírody je nápomocná. Přestože je před veřejností stydlivá a stydí se, naučila se to krotit. Když se stane Myst , může použít spektrální sílu k otevření teleportačních portálů. Octocat, napůl chobotnice, napůl kočičí duch, je vždy po jejím boku.
Mike Collins : Mike je syn Michaela Collinse, profesionálního basketbalového hráče. Je to mix vědy. Je zamilovaný do Charlie a dělá vše, co je v jeho silách, aby ji potěšil. Jako Krush má fraktální sílu, která mu umožňuje vyrábět led. Nikdy se nevydá na lov duchů bez Gromaxe, Ledového ducha.

## Seznam dílů

### První řada (2021–2022)
| Č. v seriálu | Č. v řadě | Původní název          | Český název          | Režie         | Scénář        | Premiéra ve Francii                | Premiéra v ČR   | Prod. kód |
| ------------ | --------- | ---------------------- | -------------------- | ------------- | ------------- | ---------------------------------- | --------------- | --------- |
| 1            | 12        | BananicePharaok        | BanánekFaraok        | bude oznámeno | bude oznámeno | 6. listopadu 202128. srpna 2021    | 28. února 2022  | 101       |
| 2            | 34        | TrashoticMikroo        | OdpaďákMikruu        | bude oznámeno | bude oznámeno | 4. září 202121. srpna 2021         | 1. března 2022  | 102       |
| 3            | 56        | MizuoSharkoak          | MizuoŽralokoak       | bude oznámeno | bude oznámeno | 13. listopadu 202118. září 2021    | 2. března 2022  | 103       |
| 4            | 78        | MastaarArakgum         | MistárArachgum       | bude oznámeno | bude oznámeno | 11. září 202130. října 2021        | 3. března 2022  | 104       |
| 5            | 910       | ZipZapArtiflame        | ZipZapArtiplamen     | bude oznámeno | bude oznámeno | 9. října 20212. října 2021         | 4. března 2022  | 105       |
| 6            | 1112      | XhypnoSporofungus      | ZypnoSpórofungus     | bude oznámeno | bude oznámeno | 20. listopadu 202125. září 2021    | 7. března 2022  | 106       |
| 7            | 1314      | Krik-KrokBurghorror    | Krik-KrokBurghoror   | bude oznámeno | bude oznámeno | 18. září 202116. října 2021        | 8. března 2022  | 107       |
| 8            | 1516      | RaijinChronoklok       | RaijinKronoklok      | bude oznámeno | bude oznámeno | 4. září 202111. září 2021          | 9. března 2022  | 108       |
| 9            | 1718      | KatastrophJellystery   | KatastrofŽelystery   | bude oznámeno | bude oznámeno | 18. září 202123. října 2021        | 10. března 2022 | 109       |
| 10           | 1920      | VochaosAgia            | HlaschaosVěkie       | bude oznámeno | bude oznámeno | 27. listopadu 20214. prosince 2021 | 11. března 2022 | 110       |
| 11           | 2122      | CyclopeeGmagicard      | KyklopirátGmagikarta | bude oznámeno | bude oznámeno | 11. prosince 202118. prosince 2021 | 14. března 2022 | 111       |
| 12           | 2324      | Bubble-BrushGlougloux  | BublákGluglux        | bude oznámeno | bude oznámeno | 23. ledna 202216. ledna 2022       | 15. března 2022 | 112       |
| 13           | 2526      | Scream ScratchCreepop  | Straš PopDrby-řev    | bude oznámeno | bude oznámeno | 16. února 20229. ledna 2022        | 16. března 2022 | 113       |
| 14           | 2728      | SomnibouTroublestretch | SomnibubTrabistretch | bude oznámeno | bude oznámeno | 30. ledna 202220. února 2022       | 17. března 2022 | 114       |
| 15           | 2930      | Meta&LixCookieflame    | Meta&LízaPlamagma    | bude oznámeno | bude oznámeno | 6. března 202213. února 2022       | 18. března 2022 | 115       |
| 16           | 3132      | GraffuriusLevisfer     | GraffibuřičGravisfer | bude oznámeno | bude oznámeno | 28. srpna 20222. října 2022        | 23. května 2022 | 116       |
| 17           | 3334      | PaniclickSandyrok      | PanicvakSandyrok     | bude oznámeno | bude oznámeno | 27. února 202228. srpna 2022       | 24. května 2022 | 117       |
| 18           | 3536      | HypnolionJinjoke       | HypnolevJinjoker     | bude oznámeno | bude oznámeno | 4. září 20226. listopadu 2022      | 25. května 2022 | 118       |
| 19           | 3738      | GumglueScorpod         | LepidlákŠkorpidit    | bude oznámeno | bude oznámeno | 4. září 202218. září 2022          | 26. května 2022 | 119       |
| 20           | 3940      | TurbokornBiballon      | TurbokornerBibalonek | bude oznámeno | bude oznámeno | 18. září 20222. listopadu 2022     | 27. května 2022 | 120       |
| 21           | 4142      | MascaradeBatata        | MaškarádaBatata      | bude oznámeno | bude oznámeno | 11. září 202230. října 2022        | 28. května 2022 | 121       |
| 22           | 4344      | PrehistorribieChaorion | PrehistorikChaorion  | bude oznámeno | bude oznámeno | 24. října 20222. října 2022        | 29. srpna 2022  | 122       |
| 23           | 4546      | DinozosPiraniak        | DinozosPiraniak      | bude oznámeno | bude oznámeno | 26. října 202225. října 2022       | 30. srpna 2022  | 123       |
| 24           | 4748      | Dunky BossScaregrow    | Dunky BossStrašák    | bude oznámeno | bude oznámeno | 25. října 202225. září 2022        | 31. srpna 2022  | 124       |
| 25           | 4950      | KaboomJellyjack        | BumpráskJellyjack    | bude oznámeno | bude oznámeno | 25. září 202228. října 2022        | 1. září 2022    | 125       |
| 26           | 5152      | Ninja KiCriangle       | Ninja KiBubuhelník   | bude oznámeno | bude oznámeno | 1. listopadu 202211. září 2022     | 2. září 2022    | 126       |
| 27           | 53        | Grump King             | bude oznámeno        | bude oznámeno | bude oznámeno | 31. října 2022                     | bude oznámeno   | 127       |